# Третя сторона медалі
Третя сторона медалі — радянський художній фільм 1976 року, знятий на кіностудії «Казахфільм».

## Сюжет
Використовуючи кримінальників, резидент повинен одержати секретні матеріали, що зберігаються в сейфі оборонного підприємства, від яких залежить безпека нашої країни. Зруйнувати плани західних спецслужб повинен співробітник держбезпеки, впроваджений у вороже лігво.

## У ролях
- Нуржуман Іхтимбаєв — Мажит Сеїтов, «Лентяй»
- Нурмухан Жантурін — Гаппаров
- Олег Корчиков — Павло, «Плясун»
- Валдемарс Зандбергс — Олександр Миколайович Лихарьов
- Георгій Ніколаєнко — Коля Іваненко
- Микола Бріллінг — Піт
- Алішер Сулейменов — Селім
- Сайдаль Абилгазін — Желдасов
- Шахан Мусін — Октаєв
- Раїса Мухамедьярова — Сабіра
- Олексій Свєкло — агент іноземної розвідки
- Сарсен Баймуханов — водій
- Замзагуль Шаріпова — секретар
- Леонтій Полохов — агент з інституту Калієва
- Турсун Куралієв — водій
- Мейрман Нурекеєв — епізод
- Юрій Белан — епізод
- Мухтар Бахтигерєєв — начальник складу
- Байкенже Бельбаєв — епізод

## Знімальна група
- Режисер — Нурмухан Жантурін
- Сценарист — Сергій Александров
- Оператор — Ігор Вовнянко
- Композитор — Садик Мухамеджанов
- Художник — Юрій Вайншток